# 1988 en droit
Cet article présente les faits marquants de l'année 1988 en droit.

## Événements

### Janvier
- 1er janvier : entrée en vigueur de la Convention des Nations unies sur les contrats de vente internationale de marchandises.

### Juillet
- 15 juillet : révision de la constitution belge.